# ساحة البلدة القديمة (براغ)

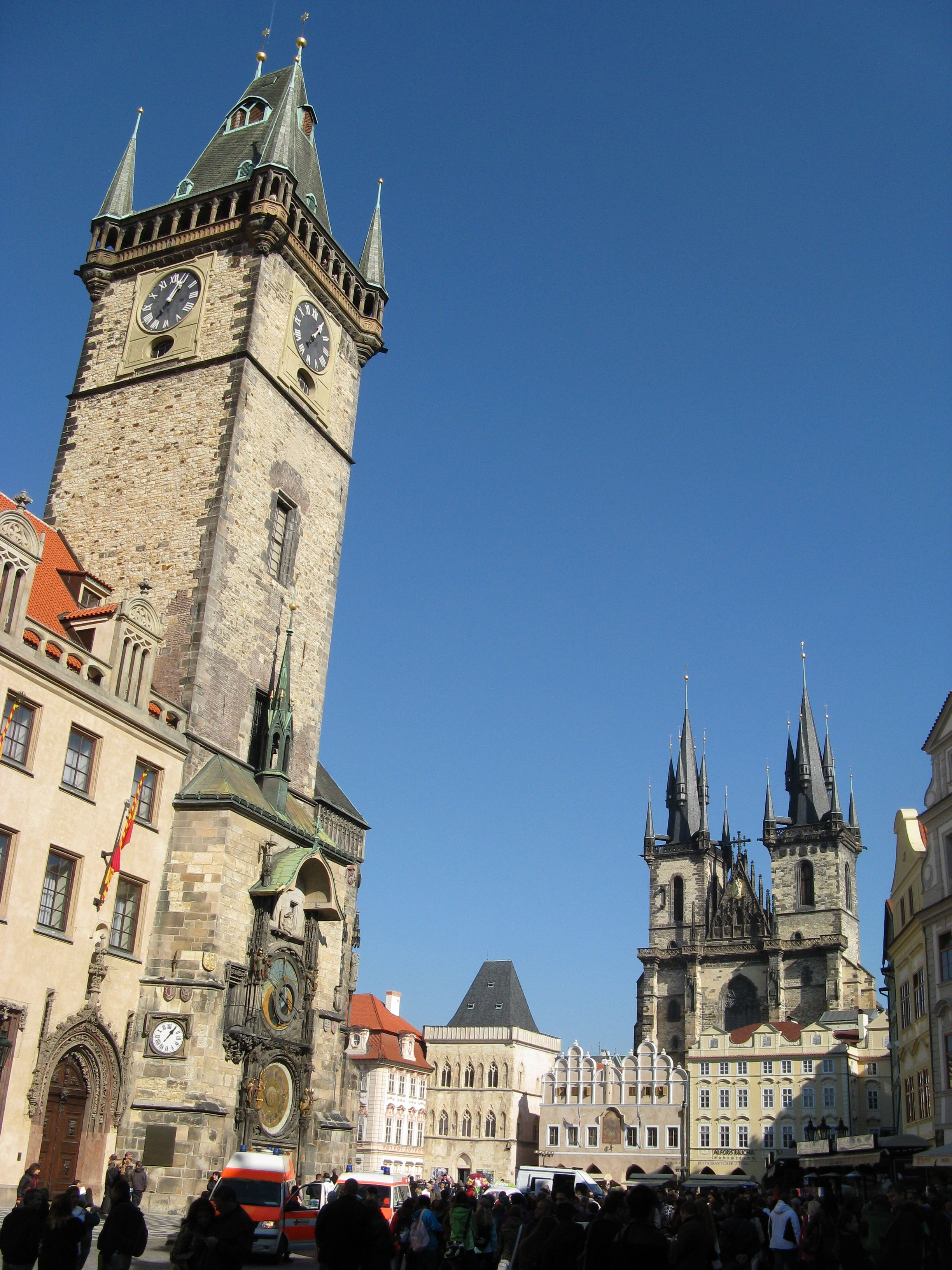
مبنى البلدية القديمة وكنيسة سيدة تين

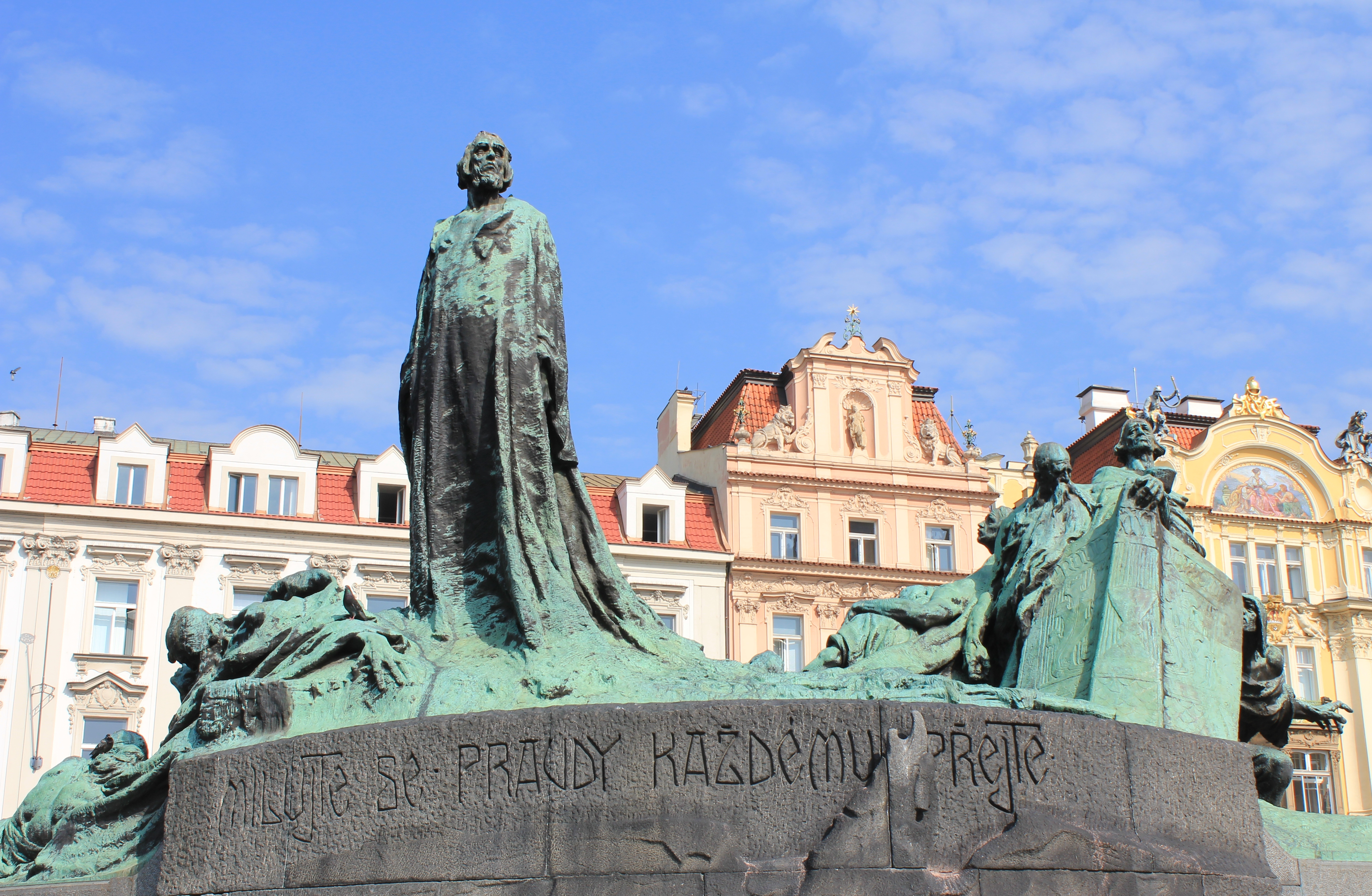
نصب يان هوس التذكتاري

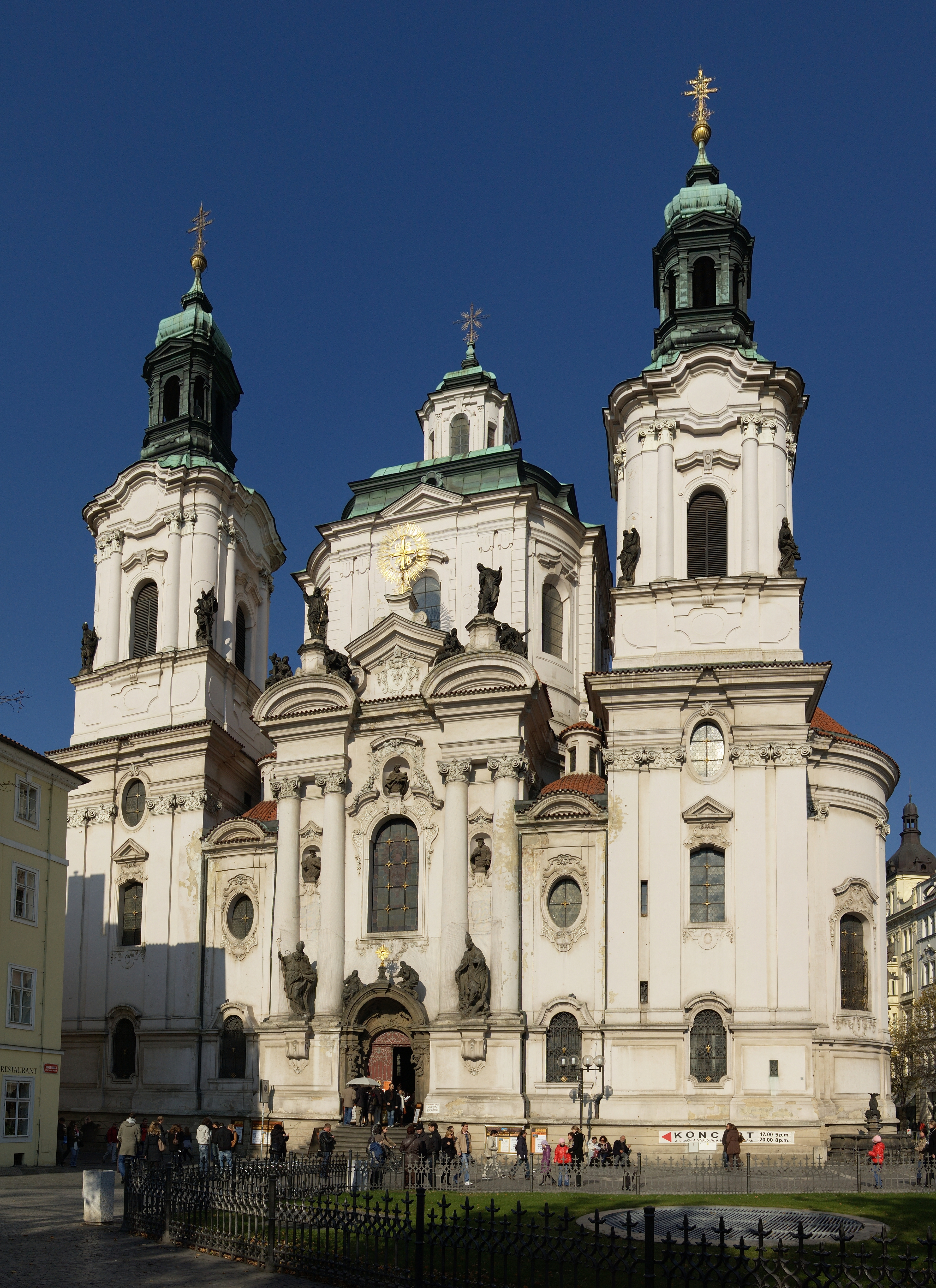
كنيسة القديس نقولا

ساحة البلدة القديمة (بالتشيكية: Staroměstské náměstí)‏ هي ساحة تاريخية في البلدة القديمة من براغ، عاصمة جمهورية التشيك. تقع الساحة بين ساحة فاتسلاف وجسر تشارلز.

## المباني
تضم الساحة مبان ذات طرازات معمارية عديدة، ومن ضمنها كنيسة سيدة تين القوطية، والتي كانت الكنيسة الرئيسية في هذا الجزء من المدينة منذ القرن الرابع عشر. يبلغ طول أبراج الكنيسة 80 مترا. ساعة براغ الفلكية (Pražský orloj) هي ساعة فلكية من القرون الوسطى وتقع على جدار البلدية القديمة. تم تركيب الساعة في عام 1410، مما يجعلها ثالث أقدم ساعة فلكية في العالم وأقدم واحدة لا تزال تعمل.
كنيسة القديس نقولا الباروكية هي كنيسة أخرى في الساحة، بينما يوفر برج البلدية القديمة إطلالة بانورامية على البلدة القديمة. يقع متحف الفن التابع للمعرض الوطني التشيكي في قصر كينسكي.

## التماثيل والنصب التذكارية
في وسط الساحة، يوجد تمثال للمجدد الديني يان هوس، والذي أعدم حرقا في كونستانس بسبب معتقداته، مما أدى إلى حروب الهوسيين. نصب التمثال المعروف باسم نصب يان هوس التذكاري في 6 يوليو 1915، الذكرى ال500 لوفاته.
أمام البلدية القديمة هناك نصب تذكاري للشهداء الذين أعدموا بقطع الرأس على تلك البقعة في إعدام جماعي من قبل مملكة هابسبورغ، بعيد معركة الجبل الأبيض.  تم تثبيت سبعة وعشرين صليبا في الأرض لذكراهم خلال إصلاحات من البلدية القديمة بعد انتهاء الحرب العالمية الثانية، بين كانت قد ثبتت لوحة بأسماء الضحايا ال27 سنة 1911.
في 3 نوفمبر 1918، تم تدمير عمود مريمي كان قد أقيم في الساحة بعد انتهاء حرب الثلاثين عاما، وذلك احتفالا بالاستقلال عن إمبراطورية هابسبورغ.

## الأسواق

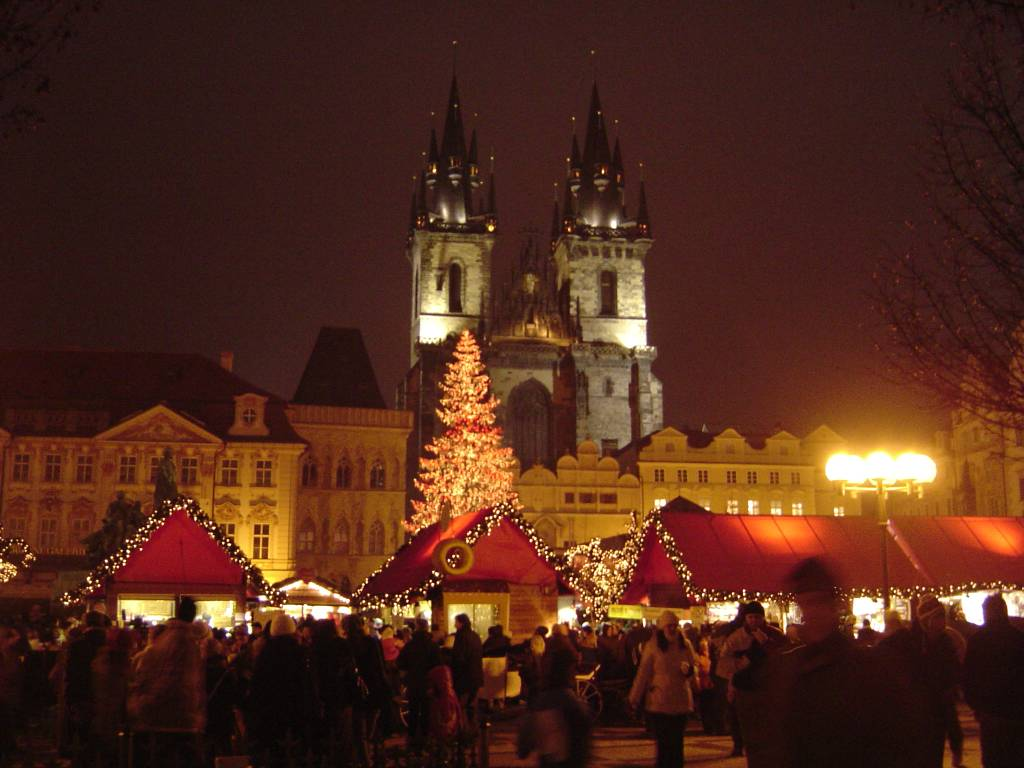
أسواق عيد الميلاد في براغ

في عيد الميلاد وعيد الفصح تقام الأسواق في الساحة، وهي تشبه أسواق القرون الوسطى.
أسواق عيد الميلاد في ساحة البلدة القديمة هي أكبر أسواق عيد الميلاد في الجمهورية التشيكية ويزورها مئات الآلاف من الزوار من داخل الجمهورية التشيكية ومن خارجها. تقام  شجرة طويلة مزينة ومنصة موسيقية. معظم رائري الأسواق هم من الألمان والروس والإيطاليين والبريطانيين.

## وصلات خارجية
- بث كاميرا حي لساحة البلدة القديمة